# Diskografie Ellie Goulding
Toto je seznam doposud vydané diskografie anglické zpěvačky Ellie Goulding.

## Alba

### Studiová alba
| Lights                                                                                  | - Vydáno: 26. února 2010 - Vydavatelství: Polydor    | 1 | —  | 54 | 66 | —   | 42 | 6  | 28 | 90 | 21  | - UK: 840,000 - US: 300,000              | - BPI: 2× Platinum - MC: Platinum - RIAA: Platinum                                                                   |
| Halcyon                                                                                 | - Vydáno: 5. října 2012 - Vydavatelství: Polydor     | 1 | 16 | 14 | 8  | 85  | 8  | 1  | 3  | 7  | 9   | - UK: 1,250,000 - US: 522,000            | - BPI: 4× Platinum - ARIA: Gold - BVMI: Gold - IFPI SWI: Gold - MC: 2× Platinum - RIAA: 2× Platinum - RMNZ: Platinum |
| Delirium                                                                                | - Vydáno: 6. listopadu 2015 - Vydavatelství: Polydor | 3 | 3  | 1  | 2  | 34  | 5  | 2  | 4  | 5  | 3   | - FRA: 7,000 - UK: 355,000 - US: 117,000 | - BPI: Platinum - MC: 2× Platinum - RIAA: Platinum                                                                   |
| Brightest Blue                                                                          | - Vydáno: 17. července 2020 - Vydavatelství: Polydor | 1 | 25 | 17 | 38 | 101 | 12 | 9  | 19 | 9  | 29  |                                          | - MC: Gold - RIAA: Gold                                                                                              |
| Higher Than Heaven                                                                      | - Vydáno: 7. dubna 2023 - Vydavatelství: Polydor     | 1 | —  | 5  | —  | 86  | 20 | 97 | —  | 28 | 125 |                                          | |
| "—" značí, že se nahrávka neumístila v hitparádách nebo v tomto území ani nebyla vydána |                                                      |   |    |    |    |     |    |    |    |    |     |                                          | |

### Znovuvydaná alba
| Název                                                                                   | Detaily o albu                                        | Umístění v hitparádách | Umístění v hitparádách | Umístění v hitparádách | Umístění v hitparádách | Umístění v hitparádách | Umístění v hitparádách |
| Název                                                                                   | Detaily o albu                                        | AUS                    | AUT                    | BEL (FL)               | FIN                    | NZ                     | SWE                    |
| --------------------------------------------------------------------------------------- | ----------------------------------------------------- | ---------------------- | ---------------------- | ---------------------- | ---------------------- | ---------------------- | ---------------------- |
| Bright Lights                                                                           | - Vydáno: 26. listopadu 2010 - Vydavatelství: Polydor | —                      | 56                     | 179                    | —                      | —                      | —                      |
| Halcyon Days                                                                            | - Vydáno: 23. srpna 2013 - Vydavatelství: Polydor     | 4                      | 23                     | —                      | 30                     | 1                      | 22                     |
| Halcyon Nights                                                                          | - Vydáno: 12. října 2022 - Vydavatelství: Polydor     | —                      | —                      | —                      | —                      | —                      | —                      |
| "—" značí, že se nahrávka neumístila v hitparádách nebo v tomto území ani nebyla vydána |                                                       |                        |                        |                        |                        |                        |                        |

### Remixová alba
| Název                          | Detaily o albu                                     |
| ------------------------------ | -------------------------------------------------- |
| Halcyon Days: The Remixes      | - Vydáno: 27. května 2014 - Vydavatelství: Polydor |
| Brightest Blue: Music for Calm | - Vydáno: 8. ledna 2021 - Vydavatelství: Polydor   |

## Extended play
| An Introduction to Ellie Goulding                                                       | - Vydáno: 20. prosince 2009 - Vydavatelství: Polydor                                                | —   | —   |
| iTunes Festival: London 2010                                                            | - Vydáno: 15. července 2010 - Label: Polydor - Format: Digital download                             | —   | —   |
| Run into the Light                                                                      | - Vydáno: 30. srpna 2010 - Vydavatelství: Polydor                                                   | 102 | —   |
| Live at Amoeba San Francisco                                                            | - Vydáno: 21. listopadu 2011 - Vydavatelství: Interscope                                            | —   | —   |
| iTunes Festival: London 2012                                                            | - Vydáno: 19. listopadu 2012 - Vydavatelství: Polydor                                               | —   | —   |
| iTunes Festival: London 2013                                                            | - Vydáno: 17. října 2013 - Vydavatelství: Polydor                                                   | —   | —   |
| iTunes Session                                                                          | - Vydáno: 10. prosince 2013 - Vydavatelství: Polydor                                                | —   | 190 |
| Songbook for Christmas                                                                  | - Vydáno: 20. listopadu 2020 - Znovuvydáno: 1. prosince 2023 - Vydavatelství: Universal Music Group | —   | —   |
| "—" značí, že se nahrávka neumístila v hitparádách nebo v tomto území ani nebyla vydána | |     |     |

## Singly

### Jako hlavní umělkyně
| Název                                                                                   | Rok  | Umístění v hitparádách | Umístění v hitparádách | Umístění v hitparádách | Umístění v hitparádách | Umístění v hitparádách | Umístění v hitparádách | Umístění v hitparádách | Umístění v hitparádách | Umístění v hitparádách | Umístění v hitparádách | Certifikace | Album                                                    |
| Název                                                                                   | Rok  | UK                     | AUS                    | BEL (FL)               | CAN                    | FRA                    | GER                    | IRE                    | NZ                     | SWI                    | US                     | Certifikace | Album                                                    |
| --------------------------------------------------------------------------------------- | ---- | ---------------------- | ---------------------- | ---------------------- | ---------------------- | ---------------------- | ---------------------- | ---------------------- | ---------------------- | ---------------------- | ---------------------- | --- | -------------------------------------------------------- |
| "Under the Sheets"                                                                      | 2009 | 53                     | —                      | —                      | —                      | —                      | 91                     | —                      | —                      | —                      | —                      | | Lights                                                   |
| "Starry Eyed"                                                                           | 2010 | 4                      | —                      | —                      | —                      | —                      | 46                     | 4                      | 26                     | —                      | —                      | - BPI: Platinum - RIAA: Gold | Lights                                                   |
| "Guns and Horses"                                                                       | 2010 | 26                     | —                      | —                      | —                      | —                      | —                      | —                      | —                      | —                      | —                      | | Lights                                                   |
| "The Writer"                                                                            | 2010 | 19                     | —                      | —                      | —                      | —                      | —                      | —                      | —                      | —                      | —                      | | Lights                                                   |
| "Your Song"                                                                             | 2010 | 2                      | —                      | —                      | —                      | 126                    | 75                     | 5                      | —                      | 56                     | —                      | - BPI: 2× Platinum - RIAA: Gold | Bright Lights                                            |
| "Lights"                                                                                | 2011 | 49                     | —                      | 10                     | 7                      | 29                     | 11                     | —                      | 16                     | 14                     | 2                      | - BPI: Gold - BEA: Gold - BVMI: Platinum - IFPI SWI: Platinum - RIAA: 7× Platinum - RMNZ: Gold                                                                     | Bright Lights                                            |
| "Anything Could Happen"                                                                 | 2012 | 5                      | 20                     | 31                     | 37                     | —                      | 66                     | 16                     | 16                     | 68                     | 47                     | - BPI: Platinum - ARIA: Gold - RIAA: 2× Platinum - RMNZ: Gold | Halcyon                                                  |
| "Figure 8"                                                                              | 2012 | 33                     | —                      | —                      | —                      | —                      | —                      | —                      | 7                      | —                      | —                      | - RMNZ: Platinum | Halcyon                                                  |
| "Explosions"                                                                            | 2013 | 13                     | —                      | —                      | —                      | —                      | —                      | 51                     | —                      | —                      | 100                    | - BPI: Silver | Halcyon                                                  |
| "Burn"                                                                                  | 2013 | 1                      | 6                      | 3                      | 14                     | 9                      | 4                      | 2                      | 7                      | 5                      | 13                     | - BPI: 2× Platinum - ARIA: 3× Platinum - BEA: Gold - BVMI: Platinum - IFPI SWI: Platinum - RIAA: 5× Platinum - RMNZ: Gold                                          | Halcyon Days                                             |
| "How Long Will I Love You"                                                              | 2013 | 3                      | 46                     | 3                      | —                      | —                      | —                      | 3                      | 6                      | 16                     | —                      | - BPI: 2× Platinum - ARIA: Gold - BEA: Gold - RIAA: Platinum - RMNZ: Gold                                                                                          | Halcyon Days                                             |
| "Goodness Gracious"                                                                     | 2014 | 16                     | 39                     | —                      | —                      | —                      | —                      | 10                     | —                      | —                      | —                      | | Halcyon Days                                             |
| "Beating Heart"                                                                         | 2014 | 9                      | 38                     | —                      | 79                     | 84                     | —                      | 8                      | 20                     | —                      | 88                     | - RIAA: Gold | Divergent: Original Motion Picture Soundtrack            |
| "Love Me like You Do"                                                                   | 2015 | 1                      | 1                      | 2                      | 3                      | 5                      | 1                      | 1                      | 1                      | 1                      | 3                      | - BPI: 4× Platinum - ARIA: 9× Platinum - BEA: Platinum - BVMI: Diamond - IFPI SWI: Platinum - MC: 7× Platinum - RIAA: 8× Platinum - RMNZ: 2× Platinum - SNEP: Gold | Fifty Shades of Grey: Original Motion Picture Soundtrack |
| "On My Mind"                                                                            | 2015 | 5                      | 3                      | 10                     | 10                     | 61                     | 9                      | 6                      | 4                      | 17                     | 13                     | - BPI: Platinum - ARIA: 2× Platinum - BEA: Gold - BVMI: Gold - MC: Platinum - RIAA: 2× Platinum - RMNZ: Platinum                                                   | Delirium                                                 |
| "Army"                                                                                  | 2016 | 20                     | 87                     | 41                     | —                      | —                      | —                      | 53                     | —                      | —                      | —                      | - BPI: Gold | Delirium                                                 |
| "Something in the Way You Move"                                                         | 2016 | 51                     | 46                     | 17                     | 59                     | 97                     | 70                     | 62                     | —                      | 58                     | 43                     | - RIAA: Gold | Delirium                                                 |
| "Still Falling for You"                                                                 | 2016 | 11                     | 21                     | 16                     | 62                     | 23                     | 33                     | 20                     | 20                     | 10                     | —                      | - BPI: Platinum - ARIA: Gold - BVMI: Gold - RIAA: Gold | Bridget Jones's Baby: Original Motion Picture Soundtrack |
| "First Time" (s Kygo)                                                                   | 2017 | 34                     | 29                     | —                      | 26                     | 34                     | 28                     | 21                     | 32                     | 14                     | 67                     | - BPI: Gold - ARIA: Platinum - BVMI: Gold - IFPI SWI: Platinum - MC: 2× Platinum - RIAA: Gold - SNEP: Gold                                                         | Stargazing                                               |
| "O Holy Night"                                                                          | 2017 | —                      | —                      | —                      | —                      | —                      | —                      | —                      | —                      | —                      | —                      | | Songbook for Christmas                                   |
| "Vincent"                                                                               | 2018 | —                      | —                      | —                      | —                      | —                      | —                      | —                      | —                      | —                      | —                      | | Songbook for Christmas                                   |
| "Close to Me" (s Diplo a Swae Lee)                                                      | 2018 | 17                     | 25                     | 16                     | 24                     | 91                     | 44                     | 8                      | 17                     | 52                     | 24                     | - BPI: Platinum - ARIA: 2× Platinum - BEA: Gold - MC: 2× Platinum - RIAA: 2× Platinum - RMNZ: Gold - SNEP: Gold                                                    | Brightest Blue                                           |
| "Flux"                                                                                  | 2019 | 97                     | —                      | —                      | —                      | —                      | —                      | —                      | —                      | —                      | —                      | | Brightest Blue                                           |
| "Sixteen"                                                                               | 2019 | 21                     | 85                     | 50                     | —                      | —                      | 64                     | 20                     | —                      | 95                     | —                      | - BPI: Gold - RIAA: Gold | Brightest Blue                                           |
| "Hate Me" (s Juice Wrld)                                                                | 2019 | 33                     | 93                     | —                      | 33                     | —                      | 70                     | 33                     | —                      | —                      | 56                     | - BPI: Platinum - BVMI: Gold - MC: Platinum - RIAA: 3× Platinum | Brightest Blue                                           |
| "River"                                                                                 | 2019 | 1                      | —                      | —                      | —                      | —                      | —                      | —                      | —                      | —                      | —                      | - BPI: Silver | Songbook for Christmas                                   |
| "Worry About Me" (feat. Blackbear)                                                      | 2020 | 78                     | —                      | —                      | —                      | —                      | —                      | —                      | —                      | —                      | —                      | | Brightest Blue                                           |
| "Power"                                                                                 | 2020 | 86                     | —                      | —                      | —                      | —                      | —                      | —                      | —                      | —                      | —                      | | Brightest Blue                                           |
| "Slow Grenade" (feat. Lauv)                                                             | 2020 | —                      | —                      | —                      | —                      | —                      | —                      | —                      | —                      | —                      | —                      | | Brightest Blue                                           |
| "Love I'm Given"                                                                        | 2020 | —                      | —                      | —                      | —                      | —                      | —                      | —                      | —                      | —                      | —                      | | Brightest Blue                                           |
| "Easy Lover" (feat. Big Sean)                                                           | 2022 | —                      | —                      | —                      | —                      | —                      | —                      | —                      | —                      | —                      | —                      | | Higher Than Heaven                                       |
| "All by Myself" (s Alok a Sigala)                                                       | 2022 | —                      | —                      | 22                     | —                      | 116                    | —                      | —                      | —                      | —                      | —                      | | Higher Than Heaven                                       |
| "Let It Die"                                                                            | 2022 | —                      | —                      | —                      | —                      | —                      | —                      | —                      | —                      | —                      | —                      | | Higher Than Heaven                                       |
| "Like a Saviour"                                                                        | 2023 | —                      | —                      | —                      | —                      | —                      | —                      | —                      | —                      | —                      | —                      | | Higher Than Heaven                                       |
| "Miracle" (s Calvin Harris)                                                             | 2023 | 1                      | 13                     | 4                      | 71                     | 20                     | 43                     | 1                      | 37                     | 23                     | —                      | - BPI: 2× Platinum - ARIA: 2× Platinum - BEA: Platinum - IFPI SWI: 2× Platinum - SNEP: Platinum                                                                    | 96 Months                                                |
| "By the End of the Night"                                                               | 2023 | —                      | —                      | —                      | —                      | —                      | —                      | —                      | —                      | —                      | —                      | | Higher Than Heaven                                       |
| "Somebody" (s TSHA a Gregory Porter)                                                    | 2023 | —                      | —                      | —                      | —                      | —                      | —                      | —                      | —                      | —                      | —                      | | Singl bez alb                                            |
| "Free" (s Calvin Harris)                                                                | 2024 | 35                     | —                      | —                      | —                      | —                      | —                      | 60                     | —                      | —                      | —                      | | 96 Months                                                |
| "In My Dreams" (s Four Tet)                                                             | 2024 | —                      | —                      | —                      | —                      | —                      | —                      | —                      | —                      | —                      | —                      | | Singly bez alb                                           |
| "I Adore You" (s Hugel a J Balvin feat. Topic, Arash a Daecolm)                         | 2024 | —                      | —                      | —                      | —                      | —                      | —                      | —                      | —                      | —                      | —                      | | Singly bez alb                                           |
| "Hypnotized" (s Anyma)                                                                  | 2025 | —                      | —                      | —                      | —                      | —                      | —                      | —                      | —                      | —                      | —                      | | Singly bez alb                                           |
| "—" značí, že se nahrávka neumístila v hitparádách nebo v tomto území ani nebyla vydána |      |                        |                        |                        |                        |                        |                        |                        |                        |                        |                        | |                                                          |

### Jako vedlejší umělkyně
| Název                                                                                   | Rok  | Umístění v hitparádách | Umístění v hitparádách | Umístění v hitparádách | Umístění v hitparádách | Umístění v hitparádách | Umístění v hitparádách | Umístění v hitparádách | Umístění v hitparádách | Umístění v hitparádách | Umístění v hitparádách | Certifikace | Album                            |
| Název                                                                                   | Rok  | UK                     | AUS                    | BEL (FL)               | CAN                    | FRA                    | GER                    | IRE                    | NZ                     | SWI                    | US                     | Certifikace | Album                            |
| --------------------------------------------------------------------------------------- | ---- | ---------------------- | ---------------------- | ---------------------- | ---------------------- | ---------------------- | ---------------------- | ---------------------- | ---------------------- | ---------------------- | ---------------------- | --- | -------------------------------- |
| "Wonderman" (Tinie Tempah feat. Ellie Goulding)                                         | 2010 | 12                     | —                      | —                      | —                      | —                      | —                      | 16                     | —                      | —                      | —                      | - BPI: Gold | Disc-Overy                       |
| "I Need Your Love" (Calvin Harris feat. Ellie Goulding)                                 | 2013 | 4                      | 3                      | 8                      | 13                     | 10                     | 13                     | 6                      | 15                     | 6                      | 16                     | - BPI: Platinum - ARIA: 5× Platinum - BEA: Gold - BVMI: Platinum - MC: 3× Platinum - IFPI SWI: Platinum - RIAA: 2× Platinum - RMNZ: Gold | 18 Months                        |
| "Flashlight" (DJ Fresh feat. Ellie Goulding)                                            | 2014 | 47                     | —                      | —                      | —                      | —                      | —                      | —                      | —                      | —                      | —                      | | Halcyon Days                     |
| "Outside" (Calvin Harris feat. Ellie Goulding)                                          | 2014 | 6                      | 7                      | 8                      | 10                     | 19                     | 1                      | 5                      | 7                      | 5                      | 29                     | - BPI: 2× Platinum - ARIA: 5× Platinum - BVMI: 3× Gold - RIAA: 3× Platinum - RMNZ: Platinum                                              | Motion                           |
| "Do They Know It's Christmas?" (jako Band Aid 30)                                       | 2014 | 1                      | 3                      | 1                      | 8                      | 25                     | 2                      | 1                      | 2                      | 5                      | 63                     | - BPI: Gold | Singl bez alb                    |
| "Powerful" (Major Lazer feat. Ellie Goulding a Tarrus Riley)                            | 2015 | 54                     | 7                      | 30                     | 64                     | 78                     | 90                     | 77                     | 20                     | 53                     | 83                     | - BPI: Silver - ARIA: 2× Platinum - RIAA: Gold - RMNZ: Gold                                                                              | Peace Is the Mission             |
| "Mama" (Clean Bandit feat. Ellie Goulding)                                              | 2019 | 98                     | —                      | —                      | —                      | —                      | —                      | 97                     | —                      | —                      | —                      | | What Is Love?                    |
| "Return to Love" (Andrea Bocelli feat. Ellie Goulding)                                  | 2019 | —                      | —                      | —                      | —                      | —                      | —                      | —                      | —                      | —                      | —                      | | Sì Forever (The Diamond Edition) |
| "Times Like These" (jako Live Lounge Allstars)                                          | 2020 | 1                      | —                      | 39                     | —                      | —                      | —                      | 64                     | —                      | —                      | —                      | | Singly bez alb                   |
| "New Love" (Silk City feat. Ellie Goulding)                                             | 2021 | 65                     | —                      | —                      | —                      | —                      | —                      | 81                     | —                      | —                      | —                      | | Singly bez alb                   |
| "—" značí, že se nahrávka neumístila v hitparádách nebo v tomto území ani nebyla vydána |      |                        |                        |                        |                        |                        |                        |                        |                        |                        |                        | |                                  |

### Promo singly
| Název                                                                                   | Rok  | Umístění v hitparádách | Umístění v hitparádách | Umístění v hitparádách | Umístění v hitparádách | Umístění v hitparádách | Certifikace  | Album                  |
| Název                                                                                   | Rok  | UK                     | AUS                    | BEL (FL) Tip           | IRE                    | LAT                    | Certifikace  | Album                  |
| --------------------------------------------------------------------------------------- | ---- | ---------------------- | ---------------------- | ---------------------- | ---------------------- | ---------------------- | ------------ | ---------------------- |
| "Wish I Stayed"                                                                         | 2009 | —                      | —                      | —                      | —                      | —                      |              | Lights                 |
| "Hanging On" (feat. Tinie Tempah)                                                       | 2012 | 144                    | —                      | —                      | —                      | —                      | - RIAA: Gold | Halcyon                |
| "You My Everything"                                                                     | 2013 | —                      | —                      | —                      | —                      | —                      |              | Halcyon Days           |
| "Fall into the Sky" (Zedd a Lucky Date feat. Ellie Goulding)                            | 2014 | —                      | —                      | 63                     | —                      | —                      |              | Clarity                |
| "Lost and Found"                                                                        | 2015 | 57                     | 70                     | —                      | 75                     | —                      |              | Delirium               |
| "Fields of Gold"                                                                        | 2022 | —                      | —                      | —                      | —                      | —                      |              | Songbook for Christmas |
| "Cure for Love"                                                                         | 2023 | —                      | —                      | —                      | —                      | —                      |              | Higher Than Heaven     |
| "Higher Than Heaven"                                                                    | 2023 | —                      | —                      | —                      | —                      | —                      |              | Higher Than Heaven     |
| "Love Goes On"                                                                          | 2023 | —                      | —                      | —                      | —                      | —                      |              | Higher Than Heaven     |
| "Midnight Dreams"                                                                       | 2023 | —                      | —                      | —                      | —                      | —                      |              | Higher Than Heaven     |
| "Better Man"                                                                            | 2023 | —                      | —                      | —                      | —                      | —                      |              | Higher Than Heaven     |
| "Brightest Blue" (Nature Remix)                                                         | 2024 | —                      | —                      | —                      | —                      | —                      |              | Singl bez alb          |
| "—" značí, že se nahrávka neumístila v hitparádách nebo v tomto území ani nebyla vydána |      |                        |                        |                        |                        |                        |              |                        |

## Další umístěné písně
| Název                                                                                   | Rok  | Umístění v hitparádách | Umístění v hitparádách | Album         |
| Název                                                                                   | Rok  | UK                     | NZ                     | Album         |
| --------------------------------------------------------------------------------------- | ---- | ---------------------- | ---------------------- | ------------- |
| "Human"                                                                                 | 2010 | 155                    | —                      | Bright Lights |
| "Little Dreams"                                                                         | 2010 | 183                    | —                      | Bright Lights |
| "Home"                                                                                  | 2010 | 189                    | —                      | Bright Lights |
| "Only You"                                                                              | 2013 | —                      | 37                     | Halcyon       |
| "Keep On Dancin'"                                                                       | 2015 | 192                    | —                      | Delirium      |
| "—" značí, že se nahrávka neumístila v hitparádách nebo v tomto území ani nebyla vydána |      |                        |                        |               |

## Videoklipy
| Název                                                        | Rok  | Režisér                         |
| ------------------------------------------------------------ | ---- | ------------------------------- |
| "Under the Sheets"                                           | 2009 | Lennox Brothers                 |
| "Starry Eyed"                                                | 2010 | OneInThree                      |
| "Guns and Horses"                                            | 2010 | Petro                           |
| "The Writer"                                                 | 2010 | Chris Cottam                    |
| "Your Song"                                                  | 2010 | Ben Coughlan a Max Knight       |
| "Wonderman" (Tinie Tempah feat. Ellie Goulding)              | 2011 | Robert Hales                    |
| "Lights"                                                     | 2011 | Sophie Muller                   |
| "Starry Eyed" (US version)                                   | 2011 | Dugan O'Neal                    |
| "Hanging On" (feat. Tinie Tempah)                            | 2012 | Ben Newbury                     |
| "Anything Could Happen"                                      | 2012 | Floria Sigismondi               |
| "I Know You Care"                                            | 2012 | Ben Coughlan                    |
| "Figure 8"                                                   | 2012 | W.I.Z.                          |
| "Explosions"                                                 | 2013 | Yuliya Miroshnikova             |
| "I Need Your Love" (Calvin Harris feat. Ellie Goulding)      | 2013 | Emil Nava                       |
| "Tessellate"                                                 | 2013 | Ben Newbury                     |
| "Burn"                                                       | 2013 | Mike Sharpe                     |
| "Midas Touch" (s Burns)                                      | 2013 | Samuel Stephenson               |
| "How Long Will I Love You" (About Time version)              | 2013 | Mike Sharpe                     |
| "How Long Will I Love You" (Tom & Issy version)              | 2013 | Roger Michell                   |
| "In My City" (Halcyon Days North America Tour Video)         | 2013 | Conor McDonnell                 |
| "Goodness Gracious"                                          | 2014 | Kinga Burza                     |
| "Under Control" (Halcyon Days UK Tour Video)                 | 2014 | Conor McDonnell                 |
| "Beating Heart"                                              | 2014 | Ben Newbury                     |
| "Outside" (Calvin Harris feat. Ellie Goulding)               | 2014 | Emil Nava                       |
| "Do They Know It's Christmas?" (jako Band Aid 30)            | 2014 | Andy Morahan                    |
| "Love Me like You Do"                                        | 2015 | Georgia Hudson                  |
| "Powerful" (Major Lazer feat. Ellie Goulding a Tarrus Riley) | 2015 | James Slater                    |
| "On My Mind"                                                 | 2015 | Emil Nava                       |
| "Army"                                                       | 2016 | Conor McDonnell                 |
| "Something in the Way You Move"                              | 2016 | Ed Coleman                      |
| "Still Falling for You"                                      | 2016 | Emil Nava                       |
| "First Time" (s Kygo)                                        | 2017 | Mathew Cullen                   |
| "Something in the Way You Move" (version two)                | 2017 | Emil Nava                       |
| "Close to Me" (s Diplo feat. Swae Lee)                       | 2018 | Diane Martel                    |
| "Flux"                                                       | 2019 | Rhianne White                   |
| "Sixteen"                                                    | 2019 | Tim Mattia                      |
| "Hate Me" (s Juice Wrld)                                     | 2019 | Saam Farahmand                  |
| "River"                                                      | 2019 | David Soutar                    |
| "Worry About Me" (feat. Blackbear)                           | 2020 | Emil Nava                       |
| "Power"                                                      | 2020 | Imogen Snell a Riccardo Castano |
| "Love I'm Given"                                             | 2020 | Rianne White                    |
| "New Love" (Silk City feat. Ellie Goulding)                  | 2021 | Ana Sting                       |
| "Easy Lover" (feat. Big Sean)                                | 2022 | Sophia Ray                      |
| "All By Myself" (s Alok a Sigala)                            | 2022 | Monica G. Carter                |
| "Let It Die"                                                 | 2022 | Maya Dufeu                      |
| "Like a Saviour"                                             | 2023 | Joe Connor                      |
| "Better Man"                                                 | 2023 | Tom Sandford                    |
| "Miracle" (s Calvin Harris)                                  | 2023 | Taz Tron Delix                  |
| "Somebody" (s TSHA a Gregory Porter)                         | 2023 | Nicole Ngai                     |